# Theuns Jordaan
Theuns Jordaan (Venterstad, 1971. január 10. – 2021. november 17.) dél-afrikai énekes, dalszerző.

## Élete
1971. január 10-én született egy karoo-i farmon, Venterstad közelében, Kelet-Fokföldön. Szervezeti és munkapszichológiát tanult a Stellenboschi Egyetemen. Első fellépését 1992. október 21-én tartotta a The Terrace nevű stellenboschi bárban. Ezután elkezdett saját dalszövegeket komponálni, meg is írta az első öt ismertebb dalát, ami később a Vreemde Stad című albumában jelent meg.
Jordaan a Volkskool High-ba járt Graaff-Reinetben, Kelet-Fokföldön. Az iskola utáni délutánokon zenélt és énekelt a helyieknek a Trail in nevű kocsmában.
Tanulmányainak befejezése után Jordaan egy évet töltött vállalkozóként. 1998 októberében a Fokföldről Pretoriába költözött, és miután népszerűvé vált a városban, Stellenboschban felvette Vreemde Stad című debütáló albumát. Ez az album 2000-ben jelent meg az oudtshoorni Klein Karoo Nasionale Kunstefeesben. Az EMI nem sokkal ezután kiadta a Vreemde Stadot, és az album 2003 júliusában meghaladta a tripla platina státuszt (150 000 példány).
2002-ben az Aardklop zenei fesztiválon került piacra második albuma, a Tjalatyd, amely szintén több mint 150 000 példányban kelt el.  
Jordaan 2021. november 17-én, hosszas betegeskedés után, leukémiában hunyt el. Ugyanazon év november 26-án temették el, Pretoriában.

## Diszkográfia
- Vreemde stad (1999)
- Tjailatyd (2002)
- Seisoen (2005)
- Kouevuur (2009)
- Roeper (2012)
- Tribute to the poets (2014)
- Agter Slot en Grendel (2020)

## Fordítás
Ez a szócikk részben vagy egészben  a   Theuns Jordaan című angol Wikipédia-szócikk ezen változatának fordításán alapul.  Az eredeti cikk szerkesztőit annak laptörténete sorolja fel. Ez a jelzés csupán a megfogalmazás eredetét és a szerzői jogokat jelzi, nem szolgál a cikkben szereplő információk forrásmegjelöléseként.